# Пуричани
Пуричани су насељено место у саставу града Бјеловара, у Бјеловарско-билогорској жупанији, Република Хрватска.

## Становништво
Насеље је према попису становништва из 2011. године имало 136 становника.
| Националност       | 1991.        |
| Хрвати             | 158 (92,94%) |
| Срби               | 6 (3,52%)    |
| Југословени        | 4 (2,35%)    |
| остали и непознато | 2 (1,17%)    |
| Укупно             | 170          |